# Золотонивское сельское поселение
Золотонивское се́льское поселе́ние — муниципальное образование в Оконешниковском районе Омской области Российской Федерации.
Административный центр — село Золотая Нива.

## История
Статус и границы сельского поселения установлены Законом Омской области от 30 июля 2004 года № 548-ОЗ «О границах и статусе муниципальных образований Омской области».

## Население
| 2010  | 2011  | 2012  | 2013  | 2014  | 2015  | 2016  |
| ----- | ----- | ----- | ----- | ----- | ----- | ----- |
| 1813  | ↘1804 | ↘1735 | ↘1707 | ↘1671 | ↘1641 | ↘1624 |
| 2017  | 2018  | 2019  | 2020  | 2021  | 2023  |       |
| ↘1615 | ↗1616 | ↘1589 | ↘1557 | ↘1412 | ↗1417 |       |

## Состав сельского поселения
| № | Населённый пункт | Тип населённого пункта       | Население |
| - | ---------------- | ---------------------------- | --------- |
| 1 | Березовка        | деревня                      | ↘121      |
| 2 | Елизаветино      | деревня                      | ↘170      |
| 3 | Золотая Нива     | село, административный центр | ↘1299     |
| 4 | Николаевка       | деревня                      | ↘169      |
| 5 | Соловьёвка       | деревня                      | ↘54       |

### Упразднённые населённые пункты
Грибоедовка — упразднённая в советское время деревня.